# Proposta de divisió regional de Joan Soler i Riber

Regions del País Valencià en la primera proposta de Joan Soler i Riber, 1964.

Les regions del País Valencià, a partir de les propostes de Joan Soler i Riber publicades a partir de dècada de 1970 i a la que posteriorment s'afegiria algun retoc de la Gran Enciclopèdia Catalana, són:
- Regió de Castelló de la Plana[1][2] o Regió de Castelló[3]
- Regió de Sogorb[4][5] (Regió de Requena-Sogorb en la primera versió de Soler)[6]
- Regió de Requena[7][8] (Regió de Requena-Sogorb en la primera versió de Soler)[6]
- Regió de València[3][9][10]
- Regió de Xàtiva[11] o Regió d'Alcoi-Gandia[3][12]
- Regió d'Alacant[3][13][14]
- Regió d'Oriola[6][15][16]

## Evolució de la proposta
Segons la proposta original de regionalització del País Valencià de Joan Soler i Riber de 1964, el País Valencià constaria de sis regions (sent la Regió de Requena i Regió de Sogorb una sola). Esta proposta va ser realitzada amb la col·laboració d'Enric Lluch i va comptar amb l'assessorament de Manuel Sanchis Guarner i Antonio López Gómez, i va ser difosa al Nomenclàtor geogràfic del País Valencià i posteriorment per Ernest Lluch a L'estructura econòmica del País Valencià, ambdues obres publicades en 1970.
A partir de 1968, Joan Soler comença a col·laborar amb la Gran Enciclopèdia Catalana, definint diversos termes territorials.
A la proposta original de la dècada de 1960 de Joan Soler, La Costera estava inclosa a la Regió de València i la Canal de Navarrés a la Regió de Requena-Sogorb. A l'obra de Lluch, es produiria el primer canvi, en separar la Regió de Requena-Sogorb en dos, amb la qual cosa la nova proposta constaria de 7 regions A més, La Costera passaria de la Regió de València a la Regió d'Alcoi-Gandia.
Quan a finals de la dècada de 1970 es publique el volum de la Gran Enciclopèdia Catalana dedicat a la geografia, on Joan Soler ja hi col·laborava, es recullen les set regions de la proposta de Soler, tal com apareixien en L'estructura econòmica del País Valencià, amb l'única variació sent que la Regió d'Alcoi-Gandia s'anomenaria Regió de Xàtiva.
Tot i això i passats els anys encara hi ha hagut alguna proposta més de redistribució comarcal en regions en el sud del País Valencià diferent de la proposta de Joan Soler, degut a la dificultat d'estudi i anàlisi de la discontinuïtat territorial que suposen les regions d'Oriola i Alacant, sumat a això un fort antecedent històric i proposant una de sola, sota la denominació de Regió o Governació del Vinalopó.

## DTHs de rang 2
Hi ha hagut diferents propostes de Regions del País Valencià. En 1987, la Generalitat Valenciana publicà una proposta oficial de Demarcacions Territorials Homologades (DTH) de tres graus, on el primer grau coincidia amb les Comarques del País Valencià. Esta proposta partia d'un informe elaborat en 1985 per la Conselleria d'Administració Pública i que tenia per objectiu facilitat la comarcalització. Les 16 demarcacions diferents (anomenades DTHs de rang 2) corresponen a les regions proposades per la Comissió d'Experts i al seu torn a grans trets amb les governacions elaborades per Roselló, Bernabé i Cabrer (1982), lleugerament modificades. La proposta no reeixí, però ha servit de referència per la descentralització administrativa dels diferents serveis oferts per la Generalitat, com l'ensenyament, la sanitat, o l'agricultura. De fet, no hi ha una disposició legal necessària perquè aquestes DTH finalment tinguen la "incidència territorial" prevista, és a dir, òrgans polítics o administratius de nivell comarcal. En canvi, les competències compartides entre diversos municipis s'estan articulant mitjançant la mancomunitat.